# Tiago Monteiro
Tiago Monteiro, teljes nevén Tiago Vagaroso da Costa Monteiro (Porto, Portugália, 1976. július 24. –) portugál autóversenyző.

## Pályafutása

### A kezdetek
Monteiro édesapja ösztönzésére kezdett el gokartozni. 1997-ben váltott versenyautókra, és elindult a francia Porsche Carrera Kupában. Öt futamgyőzelemmel és ugyanannyi pole-pozícióval a B osztály bajnoka, valamint az év újonca lett. 1998-ban a francia Formula–3-ban versenyzett, ahol a bajnokság 12. helyén végzett és ismét elnyerte az év újonca címet. 1999-ben is ebben a sorozatban folytatta karrierjét, és egy győzelemmel, illetve további három dobogós helyezéssel hatodikként végzett. Elindult a Le Mans-i 24 órás versenyen is, amelyen összesítettben a tizenkettedik, a GT2 osztályban a hatodik helyen végzett csapatával. A szezon során részt vett a nemzetközi Renault-bajnokság döntőjén Estorilban, ahol megszerezte a pole-pozíciót, megfutotta a leggyorsabb kört és megnyerte a versenyt.
2000-ben még mindig a francia Forma–3-ban versenyzett, ezúttal négy futamot nyert és a második helyen végzett összetettben. Részt vett a F3-as Európa-bajnokságon is, amelyben egy győzelemmel (Spa-Francorchamps) a második helyen végzett. Indult a Korea Super Prix-n, amelyen második lett. A híres Forma-3-as Makaói Világkupát a kilencedik helyen fejezte be, egy Laguna Seca-i futamon pedig pole-pozíciót, valamint leggyorsabb kört szerzett.
2001-ben Monteiro ismét a második helyen végzett a francia Forma-3-as bajnokságban (6 pole-pozíció, 4 futamgyőzelem) és részt vett a francia GT bajnokságban, melynek GTB osztályában 4 pole-pozíciót és 2 futamgyőzelmet szerzett. Részt vett két Formula France versenyen is, s mindkettőt megnyerte, valamint a híres Andros Trophy-n, amelyen megfutotta a leggyorsabb kört és a negyedik helyen végzett.
2002-ben feljebb lépett a nemzetközi Forma–3000-be, ahol a Super Nova csapat versenyzője lett. A bajnokságban a 12. helyen végzett. Ebben a szezonban részt vett a Renault Formula–1-es pilótákat képző programjában és Barcelonában egy alkalommal a francia csapat F1-es autóját is tesztelhette.
2003-ban az amerikai Champ Car sorozatban folytatta pályafutását a Fittipaldi Dingman Racingnél. Mexikóvárosban pole-pozíciót szerzett, az összetettben a 15. helyen végzett 29 ponttal.
2004-ben visszatért Európába, ahol a Formula–1-es Minardi csapat tesztpilótája lett és részt vett a World Series by Nissanban a Carlin Motorsport színeiben. Öt futamgyőzelmet és négy pole-pozíciót szerzett, amivel összetettben második lett és az év újonca címet is elnyerte.

### A Formula–1-ben

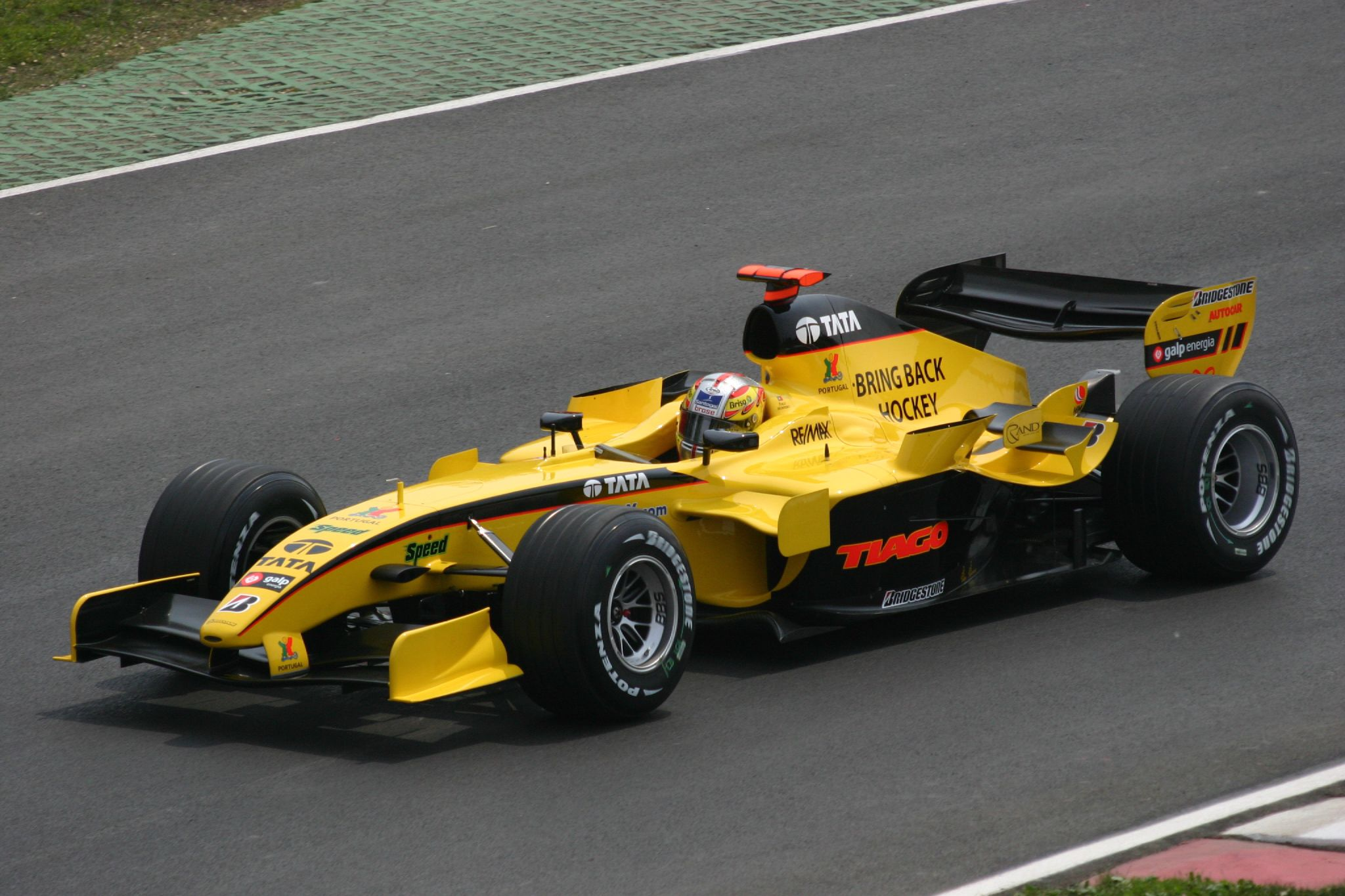
Monteiro a 2005-ös kanadai nagydíjon

2005-ben a Jordan Grand Pirx Formula–1-es csapatát felvásárolta a Midland Group, de ebben a szezonban még Jordan néven működött tovább. Monteiro ennél az istállónál kezdhette el Formula–1-es pályafutását. A Jordan csapatnál csak a Minardi volt gyengébb, így Monteirónak nem sok feltűnési lehetősége maradt – ezzel a kevés eséllyel azonban remekül élt.
Az amerikai nagydíjon a Michelin gumik alkalmatlansága miatt csak a Bridgestone-abroncsokkal szerelt hat autó indult el: a két Ferrari, a két Jordan és a két Minardi. A két Ferrari a többiek számára elérhetetlen volt, ám a harmadik hely kiadó maradt – s ezt Monteiro szerezte meg csapattársával, az indiai Narain Karthikeyannal szemben. Monteiro ezzel máris a sportág történetének legsikeresebb portugál versenyzőjének mondhatta magát.
A portugál versenyző a szezon során még egy alkalommal – Belgiumban – szerzett pontot (a nyolcadik hellyel egyet), s 7 pontjával a világbajnokság 16. helyén végzett összetettben. Monteiro azzal is kivívta a szakma elismerését, hogy a szezon 19 futamából 18-at befejezett, s a brazil nagydíjon is csak műszaki hiba miatt esett ki. Ilyen bravúrt korábban még sosem hajtott végre újonc a Formula–1-ben.
A 2006-os szezonban Monteiro az immár Midland F1 Racing néven futó, korábbi Jordan csapat versenyzője volt, új csapattársa a holland Christijan Albers volt. Ebben a szezonban a pontszerzés nem jött össze, legjobb eredménye egy 9. hely volt a Magyar Nagydíjon, a bajnokságot végül a 21. helyen zárta.
Miután 2007-re nem kapott szerződést a Midlandet felvásárló Spykertől, szóba került a Toro Rosso csapatánál, mint Vitantonio Liuzzi lehetséges csapattársa, még az akkori csapatfőnök Gerhard Berger is reálisnak vélte Monteiro leigazolását, de szponzorhiány miatt az üzlet meghiúsult, és a faenzaiak Scott Speednek szavaztak bizalmat.

## Magánélete
2008. augusztus 16-án feleségül vett egy portugál modellt, Diana Pereirát. A párnak van egy lánya, Mel (született: 2008. februárjában) és egy fia, Noah (született: 2009. novemberében).

## Eredményei

### Le Mans-i 24 órás autóverseny
| Év   | Csapat                | Csapattárs                              | Autó                      | Kategória | Kör | Összetett Helyezés | Kategória Helyezés |
| ---- | --------------------- | --------------------------------------- | ------------------------- | --------- | --- | ------------------ | ------------------ |
| 1999 | Paul Belmondo Racing  | Paul Belmondo Marc Rostan               | Chrysler Viper GTS-R      | GTS       | 299 | 17.                | 6.                 |
| 2001 | Larbre Compétition    | Christophe Bouchut Jean-Philippe Belloc | Chrysler Viper GTS-R      | GTS       | 234 | 20.                | 4.                 |
| 2009 | Team Oreca-Matmut AIM | Stéphane Ortelli Bruno Senna            | Oreca 01-AIM              | LMP1      | 219 | Kiesett            | Kiesett            |
| 2011 | OAK Racing            | Guillaume Moreau Pierre Ragues          | OAK Pescarolo 01 Evo-Judd | LMP1      | 80  | Kiesett            | Kiesett            |
| 2015 | Team ByKolles         | Simon Trummer Pierre Kaffer             | CLM P1/01-AER             | LMP1      | 260 | Kizárva            | Kizárva            |

### Nürburgringi 24 órás autóverseny
| Év   | Csapat                    | Csapattárs                                       | Autó                         | Kategória | Kör | Összetett Helyezés | Kategória Helyezés |
| ---- | ------------------------- | ------------------------------------------------ | ---------------------------- | --------- | --- | ------------------ | ------------------ |
| 2019 | Team Castrol Honda Racing | Dominik Fugel Markus Oestreich Cedrik Totz       | Honda Civic Type R TCR (FK8) | TCR       | 138 | 38.                | 1.                 |
| 2020 | Team Castrol Honda Racing | Esteban Guerrieri Markus Oestreich Dominik Fugel | Honda Civic Type R TCR (FK8) | TCR       | 78  | 20.                | 1.                 |
| 2021 | Autohaus M. Fugel         | Néstor Girolami Dominik Fugel Cedrik Totz        | Honda Civic Type R TCR (FK8) | TCR       | 53  | 43.                | 3.                 |

### Teljes Nemzetközi Formula–3000-es eredménysorozata
| Év   | Csapat            | 1     | 2      | 3      | 4      | 5      | 6      | 7      | 8     | 9     | 10     | 11     | 12     | Helyezés | Pont |
| ---- | ----------------- | ----- | ------ | ------ | ------ | ------ | ------ | ------ | ----- | ----- | ------ | ------ | ------ | -------- | ---- |
| 2002 | Super Nova Racing | INT 9 | IMO 10 | CAT Ki | A1R 16 | MON Ki | NÜR Ki | SIL 13 | MAG 9 | HOC 5 | HUN 13 | SPA Ki | MNZ 10 | 13.      | 2    |

### Teljes CART eredménysorozata
| Év   | Csapat                    | 1     | 2      | 3      | 4      | 5      | 6      | 7    | 8      | 9      | 10     | 11     | 12     | 13     | 14     | 15     | 16     | 17    | 18     | 19    | Helyezés | Pont |
| ---- | ------------------------- | ----- | ------ | ------ | ------ | ------ | ------ | ---- | ------ | ------ | ------ | ------ | ------ | ------ | ------ | ------ | ------ | ----- | ------ | ----- | -------- | ---- |
| 2003 | Fittipaldi-Dingman Racing | STP 7 | MTY 19 | LBH 11 | BRH 14 | LAU 13 | MIL 10 | LS 9 | POR 19 | CLE Vi | TOR 10 | VAN 15 | ROA 17 | MDO 11 | MTL 18 | DEN 13 | MIA 15 | MXC 6 | SRF 18 | FON T | 15.      | 29   |

### Teljes Formula–1-es eredménysorozata
(Táblázat értelmezése)

(Félkövér: pole-pozícióból indult; dőlt: leggyorsabb kört futott) 

| Év   | Csapat  | 1      | 2      | 3      | 4      | 5      | 6      | 7      | 8      | 9      | 10     | 11     | 12      | 13     | 14     | 15     | 16     | 17     | 18     | 19     | Helyezés | Pont |
| ---- | ------- | ------ | ------ | ------ | ------ | ------ | ------ | ------ | ------ | ------ | ------ | ------ | ------- | ------ | ------ | ------ | ------ | ------ | ------ | ------ | -------- | ---- |
| 2005 | Jordan  | AUS 16 | MAL 12 | BHR 10 | SMR 13 | ESP 12 | MON 13 | EUR 15 | CAN 10 | USA 3  | FRA 13 | GBR 17 | GER 17  | HUN 13 | TUR 15 | ITA 17 | BEL 8  | BRA Ki | JPN 13 | CHN 11 | 16.      | 7    |
| 2006 | Midland | BHR 17 | MAL 13 | AUS Ki | SMR 16 | EUR 12 | ESP 16 | MON 15 | GBR 16 | CAN 19 | USA Ki | FRA Ki | GER Kiz | HUN 9  | TUR Ki | ITA Ki | CHN Ki | JPN 16 | BRA 15 |        | 21.      | 0    |

### Teljes WTCC-s eredménysorozata
| Év   | Csapat                | Autó                 | 1   | 1   | 2   | 2   | 3   | 3   | 4   | 4   | 5   | 5   | 6   | 6   | 7   | 7   | 8   | 8   | 9   | 9   | 10  | 10  | 11  | 11  | 12  | 12  | Helyezés | Pont |
| 2007 | SEAT Sport            | SEAT León            | CUR | CUR | ZAN | ZAN | VAL | VAL | PAU | PAU | BRN | BRN | POR | POR | AND | AND | OSC | OSC | BRA | BRA | MNZ | MNZ | MAC | MAC |     |     | 11.      | 38   |
| ---- | --------------------- | -------------------- | --- | --- | --- | --- | --- | --- | --- | --- | --- | --- | --- | --- | --- | --- | --- | --- | --- | --- | --- | --- | --- | --- | --- | --- | -------- | ---- |
| 2007 | SEAT Sport            | SEAT León            |     |     | 4   | 9   | Ki  | 12  | 3   | 3   | 13  | 9   | 15  | 13  | 2   | 6   | 10  | 8   | 21  | 11  | Ki  | 8   | 6   | 4   |     |     | 11.      | 38   |
| 2008 | SEAT Sport            | SEAT León TDI        | CUR | CUR | PUE | PUE | VAL | VAL | PAU | PAU | BRN | BRN | EST | EST | BRA | BRA | OSC | OSC | IMO | IMO | MNZ | MNZ | OKA | OKA | MAC | MAC | 12.      | 43   |
| 2008 | SEAT Sport            | SEAT León TDI        | 17  | 13  | 7   | 1   | 18  | Ki  | 13  | 10  | 12  | 10  | 7   | 1   | 16  | 15  | 4   | Ki  | 13  | 11  | 4   | 6   | 5   | 7   | 11  | Ki  | 12.      | 43   |
| 2009 | SEAT Sport            | SEAT León TDI        | CUR | CUR | PUE | PUE | MAR | MAR | PAU | PAU | VAL | VAL | BRN | BRN | POR | POR | BRA | BRA | OSC | OSC | IMO | IMO | OKA | OKA | MAC | MAC | 9.       | 44   |
| 2009 | SEAT Sport            | SEAT León TDI        | 16  | 12  | 11  | Ki  | 5   | Kiz | 14  | 11  | 2   | 8   | 6   | 3   | 4   | 5   | 7   | 8   | 19  | 12  | Ki  | 23  | 7   | Ki  | 6   | 4   | 9.       | 44   |
| 2010 | SR-Sport              | SEAT León TDI        | CUR | CUR | MAR | MAR | MNZ | MNZ | ZOL | ZOL | POR | POR | BRA | BRA | BRN | BRN | OSC | OSC | VAL | VAL | OKA | OKA | MAC | MAC |     |     | 5.       | 177  |
| 2010 | SR-Sport              | SEAT León TDI        | 11  | 7   | 3   | 4   | 9   | 7   | 4   | 3   | 1   | 7   | 8   | Ki  | 9   | 6   | 5   | 15  | 6   | 1   | Ki  | Ki  | 3   | 8   |     |     | 5.       | 177  |
| 2011 | SUNRED Engineering    | SEAT León 2.0 TDI    | CUR | CUR | ZOL | ZOL | MNZ | MNZ | HUN | HUN | BRN | BRN | POR | POR | DON | DON | OSC | OSC | VAL | VAL | SUZ | SUZ | CHN | CHN | MAC | MAC | 6.       | 117  |
| 2011 | SUNRED Engineering    | SEAT León 2.0 TDI    | 11  | 7   | 5   | 3   | 3   | 4   | 7   | 5   |     |     |     |     |     |     |     |     |     |     |     |     |     |     |     |     | 6.       | 117  |
| 2011 | SUNRED Engineering    | SUNRED SR León 1.6T  |     |     |     |     |     |     |     |     | 12  | 12  | 4   | 3   | Ki  | Ki  | Ki  | 8   | 8   | Ki  | Ki  | Ni  | 8   | Ki  | 12  | 8   | 6.       | 117  |
| 2012 | Tuenti Racing Team    | SEAT León TDI        | MNZ | MNZ | VAL | VAL | MAR | MAR | SVK | SVK | HUN | HUN | AUT | AUT | POR | POR | CUR | CUR | USA | USA | SUZ | SUZ | CHN | CHN | MAC | MAC | 9.       | 95   |
| 2012 | Tuenti Racing Team    | SEAT León TDI        | Ki  | 18  |     |     |     |     |     |     |     |     |     |     |     |     |     |     |     |     |     |     |     |     |     |     | 9.       | 95   |
| 2012 | Tuenti Racing Team    | SUNRED SR León 1.6T  |     |     | 9   | 13  | HN  | 9   | Ki  | Ki  | 5   | 5   | 5   | Ki  | 7   | 8   | Ki  | 9   | 6   | 6   |     |     |     |     |     |     | 9.       | 95   |
| 2012 | Honda Racing Team JAS | Honda Civic S2000 TC |     |     |     |     |     |     |     |     |     |     |     |     |     |     |     |     |     |     | 9   | 10  | 13  | 10  | 3   | 4   | 9.       | 95   |
| 2013 | Honda Racing Team JAS | Honda Civic WTCC     | ITA | ITA | MAR | MAR | SVK | SVK | HUN | HUN | AUT | AUT | RUS | RUS | POR | POR | ARG | ARG | USA | USA | JPN | JPN | CHN | CHN | MAC | MAC | 8.       | 164  |
| 2013 | Honda Racing Team JAS | Honda Civic WTCC     | 5   | 8   | Ki  | NI  | 2   | 5   | Ki  | 13  | 13  | 4   | 12  | 12  | 9   | 11  | 10  | 6   | 2   | 5   | 28  | 3   | 11  | 1   | 2   | Ki  | 8.       | 164  |
| 2014 | Honda Racing Team JAS | Honda Civic WTCC     | MAR | MAR | FRA | FRA | HUN | HUN | SVK | SVK | AUT | AUT | RUS | RUS | BEL | BEL | ARG | ARG | BEI | BEI | CHN | CHN | JPN | JPN | MAC | MAC | 5.       | 186  |
| 2014 | Honda Racing Team JAS | Honda Civic WTCC     | 5   | 10  | 8   | 3   | 3   | 2   | 7   | T   | 5   | 3   | 7   | Ki  | 6   | 4   | 5   | 5   | Ki  | 13  | 7   | 2   | 9   | 9   | 4   | 16  | 5.       | 186  |
| 2015 | Honda Racing Team JAS | Honda Civic WTCC     | ARG | ARG | MAR | MAR | HUN | HUN | GER | GER | RUS | RUS | SVK | SVK | FRA | FRA | POR | POR | JPN | JPN | CHN | CHN | THA | THA | QAT | QAT | 7.       | 177  |
| 2015 | Honda Racing Team JAS | Honda Civic WTCC     | 4   | 3   | 6   | Ki  | 5   | 4   | Ki  | 3   | 8   | 1   | 8   | 9   | 7   | Ki  | 5   | Ki  | 9   | 1   | 7   | 6   | 7   | KIZ | 8   | 9   | 7.       | 177  |
| 2016 | Honda Racing Team JAS | Honda Civic WTCC     | FRA | FRA | SVK | SVK | HUN | HUN | MAR | MAR | GER | GER | RUS | RUS | POR | POR | ARG | ARG | JPN | JPN | CHN | CHN | THA | THA | QAT | QAT | 3.       | 214  |
| 2016 | Honda Racing Team JAS | Honda Civic WTCC     | 4   | 2   | 1   | 2   | 11  | 3   | KIZ | KIZ | Ki  | NI  | 6   | 5   | 10  | 1   | 4   | 4   | 3   | 3   | 10  | 8   | T   | T   | Ki  | 5   | 3.       | 214  |
| 2017 | Honda Racing Team JAS | Honda Civic WTCC     | MAR | MAR | ITA | ITA | HUN | HUN | GER | GER | POR | POR | ARG | ARG | CHN | CHN | JPN | JPN | MAC | MAC | QAT | QAT |     |     |     |     | 8.       | 200  |
| 2017 | Honda Racing Team JAS | Honda Civic WTCC     | 6   | 1   | 3   | 2   | 1   | 5   | 15  | 13  | 2   | 3   | 5   | 2   |     |     |     |     |     |     |     |     |     |     |     |     | 8.       | 200  |

### Teljes WTCR-es eredménysorozata
| Év   | Csapat                                | Autó                         | 1   | 1   | 1   | 2   | 2   | 2   | 3   | 3   | 3   | 4   | 4   | 4   | 5   | 5   | 5   | 6   | 6   | 6   | 7   | 7   | 7   | 8   | 8   | 8   | 9   | 9   | 9   | 10  | 10  | 10  | Helyezés | Pont |
| 2018 | Boutsen Ginion Racing                 | Honda Civic Type R TCR       | MAR | MAR | MAR | HUN | HUN | HUN | GER | GER | GER | NED | NED | NED | POR | POR | POR | SVK | SVK | SVK | CHN | CHN | CHN | WUH | WUH | WUH | JPN | JPN | JPN | MAC | MAC | MAC | 32.      | 0    |
| ---- | ------------------------------------- | ---------------------------- | --- | --- | --- | --- | --- | --- | --- | --- | --- | --- | --- | --- | --- | --- | --- | --- | --- | --- | --- | --- | --- | --- | --- | --- | --- | --- | --- | --- | --- | --- | -------- | ---- |
| 2018 | Boutsen Ginion Racing                 | Honda Civic Type R TCR       |     |     |     |     |     |     |     |     |     |     |     |     |     |     |     |     |     |     |     |     |     |     |     |     | 15  | 15  | 11  |     |     |     | 32.      | 0    |
| 2019 | Hell Energy Racing-KCMG               | Honda Civic Type R TCR       | MAR | MAR | MAR | HUN | HUN | HUN | SVK | SVK | SVK | NED | NED | NED | GER | GER | GER | POR | POR | POR | CHN | CHN | CHN | JPN | JPN | JPN | MAC | MAC | MAC | MAL | MAL | MAL | 20.      | 109  |
| 2019 | Hell Energy Racing-KCMG               | Honda Civic Type R TCR       | 6   | 8   | Ki4 | 18  | Ki  | 16  | 17  | 16  | 17  | 19  | 23  | 19  | 16  | 14  | 17  | 23  | 10  | 12  | 21  | Ki  | Ki  | 3‡  | 6   | 154 | 15  | 18  | 19  | Ki  | 12  | 6   | 20.      | 109  |
|      |                                       |                              | 1   | 1   | 2   | 2   | 3   | 3   | 3   | 4   | 4   | 4   | 5   | 5   | 5   | 6   | 6   | 6   |     |     |     |     |     |     |     |     |     |     |     |     |     |     |          |      |
| 2020 | ALL-INKL.DE Münnich Motorsport        | Honda Civic Type R TCR (FK8) | BEL | BEL | GER | GER | SVK | SVK | SVK | HUN | HUN | HUN | ESP | ESP | ESP | ARA | ARA | ARA |     |     |     |     |     |     |     |     |     |     |     |     |     |     | 15.      | 79   |
| 2020 | ALL-INKL.DE Münnich Motorsport        | Honda Civic Type R TCR (FK8) | Ki  | 19  | 8   | 9   | 13  | 9   | 17† | 14  | 9   | 2   | 14  | 12  | Ki  | 20† | 10  | 11  |     |     |     |     |     |     |     |     |     |     |     |     |     |     | 15.      | 79   |
|      |                                       |                              | 1   | 1   | 2   | 2   | 3   | 3   | 4   | 4   | 5   | 5   | 6   | 6   | 7   | 7   | 8   | 8   | 9   | 9   |     |     |     |     |     |     |     |     |     |     |     |     |          |      |
| 2021 | ALL-INKL.DE Münnich Motorsport        | Honda Civic Type R TCR (FK8) | GER | GER | POR | POR | ESP | ESP | HUN | HUN | CZE | CZE | FRA | FRA | ITA | ITA | RUS | RUS |     |     |     |     |     |     |     |     |     |     |     |     |     |     | 17.      | 75   |
| 2021 | ALL-INKL.DE Münnich Motorsport        | Honda Civic Type R TCR (FK8) | 1   | 8   | 4   | 182 | 20  | 14  | 10  | 11  | 16  | 12  | Ki  | 12  | 17  | 15  | Vi  | Vi  |     |     |     |     |     |     |     |     |     |     |     |     |     |     | 17.      | 75   |
| 2022 | Engstler Honda Liqui Moly Racing Team | Honda Civic Type R TCR (FK8) | FRA | FRA | GER | GER | HUN | HUN | ESP | ESP | POR | POR | ITA | ITA | ALS | ALS | BHR | BHR | KSA | KSA |     |     |     |     |     |     |     |     |     |     |     |     | 15.      | 70   |
| 2022 | Engstler Honda Liqui Moly Racing Team | Honda Civic Type R TCR (FK8) | 15  | 10  | T   | T   | 16  | 15  | 14  | 15  | 11  | Ki  | 11  | 11  | 9   | 6   | 12  | 12  | 13  | 9   |     |     |     |     |     |     |     |     |     |     |     |     | 15.      | 70   |

† A versenyt nem fejezte be, de helyezését értékelték, mert a versenytáv több, mint 75%-át teljesítette.
‡ A 2019-es japán forduló első futamán eredetileg az első rajtkockából indult volna, azonban egy utólagos büntetésnek köszönhetően elvették az első helyet, azonban a megszerzett pontegységeket megtarthatta.

## Külső hivatkozások
- Tiago Monteiro profilja az f1database.com honlapján (archív, 2007)
- DriverDB adatlapja